# To Have and to Hold (film, 1996)
Pour les articles homonymes, voir To Have and to Hold.
Pour plus de détails, voir Fiche technique et Distribution.
To Have and to Hold est un film australien réalisé par John Hillcoat, sorti en 1996.

## Synopsis
Jack vit dans la jungle en Nouvelle-Guinée. Sa femme, Rose, y est tuée. Deux ans plus tard, à Melbourne, il rencontre une dénommée Kate. Il est tout de suite frappé par sa ressemblance avec sa femme et en tombe très vite amoureux. Il la convainc de le suivre et de s'installer avec lui dans sa jungle. Alors que tout débutait parfaitement bien, tout va peu à peu virer au cauchemar pour Kate : Jack fait tout pour qu'elle ressemble à Rose. Voulant fuir, elle découvre qu'il lui a volé son passeport.

## Fiche technique
Sauf indication contraire, les informations mentionnées dans cette section peuvent être confirmées par la base de données cinématographiques IMDb,  présente dans la section « Liens externes ».
- Réalisation : John Hillcoat
- Scénario : Gene Conkie et John Hillcoat
- Photographie : Andrew de Groot
- Musique : Nick Cave, Blixa Bargeld et Mick Harvey[1]
- Montage : Stewart Young
- Costumes : Ross Wallace
- Production : Denise Patience
- Société de production : Small Man Productions
- Durée : 99 minutes
- Date de sortie :
  - Australie : 31 octobre 1996

## Distribution
- Tchéky Karyo : Jack
- Rachel Griffiths : Kate
- Steve Jacobs : Sal
- Anni Finsterer : Rose
- David Field : Stevie

## Production
Le tournage a lieu en Papouasie-Nouvelle-Guinée, ainsi qu'en Australie (Melbourne et dans le Queensland).

## Distinctions
Source : Internet Movie Database : 

### Récompenses
- ARIA Music Awards 1997 : meilleure bande originale pour Nick Cave, Blixa Bargeld et Mick Harvey

### Nominations
- Australian Film Institute Awards 1996 : meilleur son, meilleurs décors
- Festival international du film de Stockholm 1996 : en compétition pour le Cheval de Bronze